# Gare de Pilisjászfalu
La gare de Pilisjászfalu (en hongrois : Pilisjászfalu vasútállomás) est une halte ferroviaire hongroise, située à Pilisjászfalu.